# 57e Leger (Sovjet-Unie)
Het 57e Leger (Russisch: 57-я армия) was een onderdeel van het Rode Leger tijdens de Tweede Wereldoorlog. Het leger vocht in het zuiden van het oostfront, vooral in Oekraïne. In 1944 rukte het leger op naar Servië via Roemenië en Bulgarije, gevolgd door een opmars in Hongarije. De oorlog eindigde in Oostenrijk.

## Krijgsgeschiedenis

### Eerste oprichting

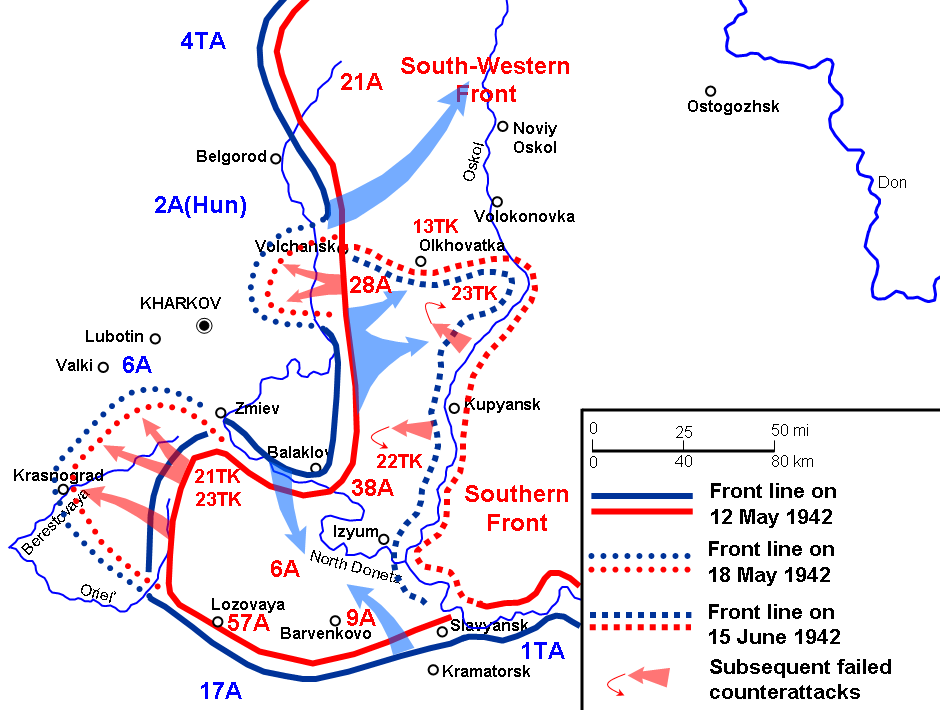
Tweede slag om Charkov

Het 57e (reserve) Leger werd gevormd op 27 oktober 1941 (volgens instructies van het Stavka van 22 oktober) door rekruten uit het militair district Noord-Kaukasus in de regio Stalingrad.
Het leger werd op 10 december 1941 toebedeeld aan het Zuidwestelijk Front en bleef voorlopig frontreserve. Op 10 januari 1942 werd het leger overgeplaatst naar het Zuidelijk Front en ingezet voor defensieve gevechten tegen het Duitse 17e Leger in het gebied rond Izjoem. Tijdens het Barvinkove-Lozova-offensief werden het 57e Leger en het 6e Leger gebruikt bij de hoofdaanval en namen vervolgens samen met het 9e Leger deel aan de bevrijding van Barvinkove (23 januari 1942). Tijdens de Tweede Slag om Charkov voerde het leger ten zuiden en zuidoosten van Lozova zware defensieve gevechten en werd op 20 mei 1942 overgeplaatst naar het Zuidwestelijk Front. Op 23 mei konden Duitse troepen de terugtrekkingsroute van het 57e Leger afsnijden; op 24 en 25 mei volgden hevige ontsnappingsgevechten door de omsingelde Sovjettroepen van het Zuidwestelijk Front en delen van het Zuidelijk Front. Begin juni 1942 werden de ontsnapte overblijfselen van het 57e Leger teruggetrokken in het Reservefront in het gebied ten oosten van Koepjansk en Rovenky.
Na een reorganisatie werd het 57e Leger op 12 juli 1942 verplaatst naar het Zuidelijk Front, naar de Wolga-sector bij Stalingrad. Half juli werden de troepen ten zuiden van Krasnoarmejsk gehergroepeerd om het bedreigde Stalingrad in het zuiden te dekken. Vanaf 7 augustus voerden de troepen onder het Zuidoostelijk Front (sinds 30 september het Stalingradfront) gedurende meer dan twee maanden zware verdedigingsgevechten uit, waarin de poging van het Duitse 4e Pantserleger om vanuit het zuiden naar Stalingrad op te rukken werd verijdeld. Vanaf de tweede helft van november nam het 57e Leger deel aan Operatie Uranus, drong door de verdediging van het Roemeense 4e Leger ten zuiden van Stalingrad en vormde het zuidwestfront van de Stalingrad-pocket. Vanaf 1 januari 1943 nam het 57e Leger deel aan het offensief van het Don-front om de Stalingrad-pocket te vernietigen (Operatie Koltso).
Op 1 februari 1942 werd het 57e Leger teruggetrokken in het Reservefront van Stavka en zijn troepen werden overgeplaatst naar andere legers en de staf werd gebruikt om het 68e Leger op te richten.

### Tweede formatie

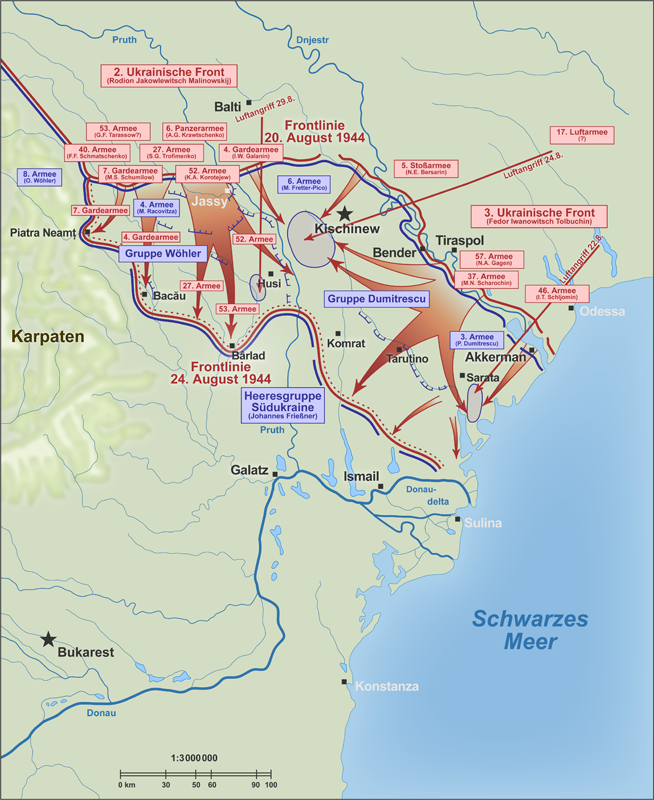
Het Iași-Chișinău Offensief

Het 57e leger werd op 27 april 1943 opnieuw opgericht (op instructies van het opperbevel van 26 april) als onderdeel van het Zuidwestelijk Front. Voor dit doel werd hoofdkwartier gebruikt van het ontbonden 3e Tankleger.
Het leger verdedigde op de linkeroever van de Donets het gedeelte tussen Voltsjansk en Tsjoehoejiv. In augustus, als onderdeel van het Zuidwestelijke Front (Steppe Front vanaf 9 augustus), nam het leger in september deel aan het Belgorod-Charkov Offensief, dat leidde tot de bevrijding van de linkeroever van de Dnjepr in Oekraïne. In november vocht het in een volgend offensief richting Kryvy Rih. Aan het einde van deze maand staken delen van het leger de rechteroever van de Inhoelets over en hield tot februari 1944 stellingen ten noorden van Kryvy Rih. Vanaf 22 februari 1944 werd het 57e Leger onderdeel van het 3e Oekraïense Front. Tijdens het Bereznegovato-Snihoerivka Offensief en de Slag om Odessa bevrijdden de troepen van het leger grote gebieden tussen Mykolajiv en Odessa. Eind april lukte het leger de oversteek van de Dnjestr en kon het een bruggenhoofd bouwen ten noordwesten van Bender op de rechteroever van de rivier, waar het tot half augustus stand hield.
Tijdens het Iași-Chișinău-offensief brak het gereorganiseerde 57 Leger (nu met het 9e, 64e, 68e Fuselierskorps en de 96e Tankbrigade) door de Duitse en Roemeense verdediging ten zuidoosten van Tiraspol en werkte samen met de andere legers van het 2e en 3e Oekraïense Front mee aan de omsingeling van het Duitse 6e Leger ten zuidwesten van Chișinău. Na positionering op de rechteroever van de Donau achtervolgde het leger de vijand tot 5 september tot aan de Roemeens-Bulgaarse grens. De toegewezen 5e Garde Onafhankelijke Gemotoriseerde Brigade bezette op 29 augustus de belangrijke haven van Constanța, in samenwerking met marine-eenheden van de Zwarte Zeevloot. Daarna nam het 57e Leger deel aan de Sovjet-inval in Bulgarije. Eind september 1944 werd het 57e Leger gehergroepeerd naar de Bulgaars-Servische grens rond Vidin – Berkovitsa – Lom, als voorbereiding op het Belgrado-offensief. Daar, in samenwerking met het 46e Leger, eenheden van Joegoslavische partizanen en het 4e Garde Gemechaniseerde Korps, slaagde het belangrijke Duitse strijdkrachten in Joegoslavië te verslaan en op 20 oktober 1944 werd Belgrado bezet. Eind oktober - begin november 1944 verzamelde het leger zich op de linkeroever van de Donau in het Sombor-gebied.
Op 7 november 1944 stak het leger de Donau over bij Mohács en vocht ze tot het einde van de maand hardnekkig in de Apatin- Kaposvár Operatie om het veroverde bruggenhoofd te verbeteren. Vervolgens werd opgerukt naar Pécs en Nagykanizsa en de troepen bereikten op 9 december de zuidelijke oever van het Balatonmeer. Daarnaast vormde het bij Barcs een bruggenhoofd op de linkeroever van de Drau.
In de loop van de Balaton-operatie van 1945 werden, samen met het Bulgaarse 1e Leger en de Joegoslavische eenheden, herhaalde Duitse aanvallen (Operatie Eisbrecher en Operatie Waldteufel) met succes afgeslagen en werden de Duitsers gedwongen het offensief af te breken. In de daaropvolgende Weens Offensief bevrijdde het 57e leger op 2 april, in samenwerking met de eenheden van het Bulgaarse 1e leger, Nagykanizsa, het centrum van de Hongaarse olie-economie. In de loop van het daaropvolgende offensief bereikte het 57e Leger de Oostenrijkse grens en nam deel aan de bezetting van Burgenland en Oost-Stiermarken. Op 9 en 10 mei 1945 trokken de divisies van het leger samen met het 27e Leger op naar Gleisdorf, Graz en Leibnitz. Daar eindigde de oorlog.

### Naoorlogse geschiedenis
Het 57e Leger werd vanaf juni 1945 onderdeel van de Zuidelijke Groep Strijdkrachten en was gestationeerd in Roemenië. Op 10 juni 1946 werd het 57e Leger omgedoopt in het 9e Gemechaniseerde Leger. Dit leger werd vervolgens op 15 juli 1947 zelf ontbonden.

## Commandanten

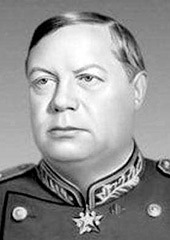
Fjodor Tolboechin

| Rang                                                       | Naam                   | Begin            | Eind                |
| ---------------------------------------------------------- | ---------------------- | ---------------- | ------------------- |
| Luitenant-generaal                                         | Dmitri I. Rjabysjev    | 22 oktober 1941  | 12 februari 1942    |
| Luitenant-generaal                                         | Koezma P. Podlas       | 12 februari 1942 | 25 mei 1942         |
| Generaal-majoor                                            | Aleksandr G. Batjoenja | 25 mei 1942      | 23 juni 1942        |
| Generaal-majoor                                            | Dmitri N. Nikisjov     | 24 juni 1941     | 26 juli 1942        |
| Generaal-majoor Luitenant-generaal (vanaf 19 januari 1943) | Fjodor I. Tolboechin   | 27 juli 1942     | 1 februari 1943     |
|                                                            |                        |                  |                     |
| Luitenant-generaal                                         | Pavel S. Rybalko       | 27 april 1943    | 1 mei 1943          |
| Luitenant-generaal                                         | Nikolaj A. Gagen       | 2 mei 1943       | 29 oktober 1944     |
| Kolonel-generaal                                           | Michail N. Sjarochin   | 29 oktober 1944  | einde van de oorlog |